# Luidia superba
Luidia superba är en sjöstjärneart som beskrevs av A.H. Clark 1917. Luidia superba ingår i släktet Luidia och familjen sprödsjöstjärnor. Inga underarter finns listade i Catalogue of Life.